# Sant Hilari Sacalm

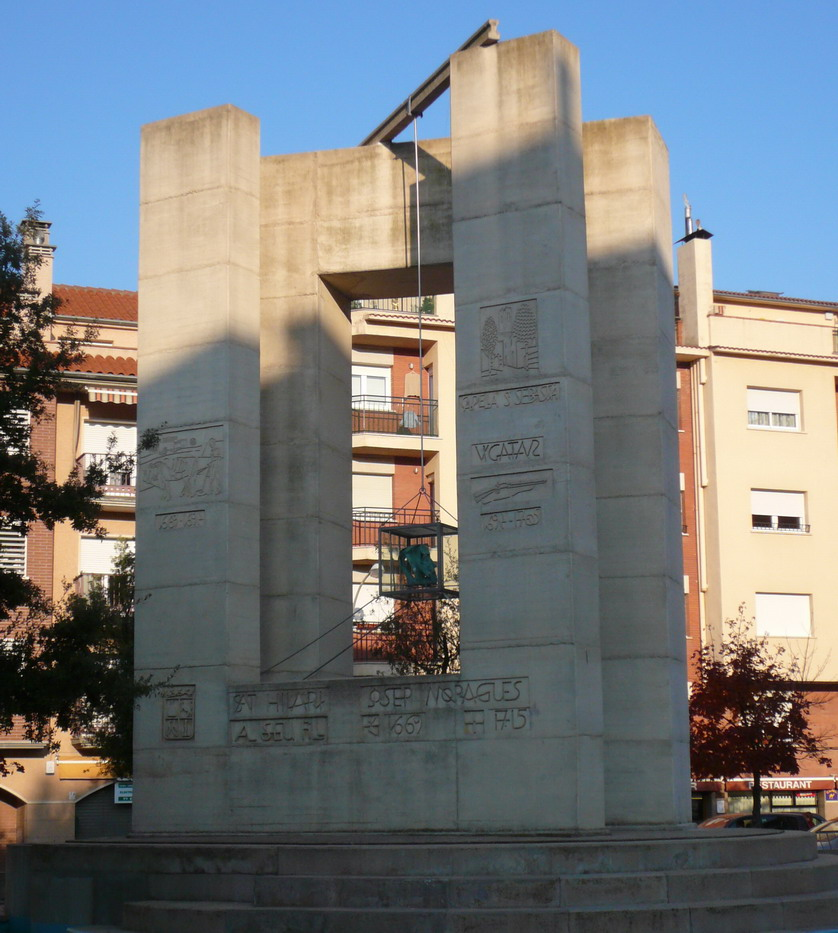
Monument voor generaal Josep Moragues

Sant Hilari Sacalm is een gemeente in de Spaanse provincie Girona in de regio Catalonië met een oppervlakte van 83 km². Sant Hilari Sacalm telt 5.570 inwoners (1 januari 2016).

## Demografische ontwikkeling
Bron: INE, 1857-2011: volkstellingen
Opm.: In 1900 werd de gemeente Carós aangehecht

## Bekende personen
- Josep Moragues i Mas (1669-1715), Catalaans generaal, door de Spaanse bezetter na het Beleg van Barcelona geëxecuteerd[1]